# Forkův mlýn
Forkův mlýn (Forků, Kleinův) v Kralovicích u Nebahov v okrese Prachatice je vodní mlýn, který stojí jihozápadně od obce na Zlatém potoce. Je chráněn jako nemovitá kulturní památka České republiky; památková ochrana je s omezením mimo stodolu.

## Historie
Mlýn údajně existoval již za Petra Voka z Rožmberka (1539–1611); v té době měl tři vodní kola. V roce 1912 mlýnice vyhořela a po obnově získala novější technologii. V Seznamu vodních děl Republiky československé z roku 1930 je uváděn mlýn s pilou. V provozu byl až do roku 1951. Mlýn i pila jsou po rekonstrukci.

## Popis
Areál mlýna je uzavřený, čtyřstranný, obsahuje kromě obytného stavení i technické prostory mlýnice, turbíny a pily. Budovy jsou zděné z lomového kamene.
Voda na vodní kolo vedla náhonem od jezu na turbínovou kašnu. Dochovalo se umělecké složení včetně Francisovy turbíny od výrobce Union a. s., České Budějovice.